# Torre de Belgrado
La Torre de Belgrado (en serbio: Кула Београд, romanizado: Kula Beograd), oficialmente conocida como Kula Belgrado, es un rascacielos de uso mixto de 40 plantas y 168 metros de altura actualmente en construcción en el desarrollo de Belgrade Waterfront en Belgrado, Serbia.
Inaugurado el 15 de octubre de 2024, es el edificio más alto de Belgrado y Serbia, aunque sigue siendo superada por la Torre de televisión de Belgrado.

## Visión general
Se situará junto a las orillas del Río Sava. Los desarrolladores tenían como objetivo integrar la arquitectura tradicional de Belgrado en un desarrollo moderno. La torre tendrá un acceso directo a un paseo marítimo, ubicado muy cerca del Kalemegdan. Estará conectado con la ciudad vieja a través de una plaza pública. Las nueve primeras plantas albergarán un hotel y los apartamentos se situarán entre las plantas 14 y 39.